# Grande Prêmio da Espanha de 2007 (Superbike)
O Grande Prêmio da Espanha foi a quarta etapa da temporada de 2007 da World Superbike. Foi disputado no final de semana do dia 13 a 15 de Abril em Valencia.

## Corrida 1 de Superbike
| Pos | Piloto            | Moto                | Tempo     | Voltas | Pontos |
| --- | ----------------- | ------------------- | --------- | ------ | ------ |
| 1   | Ruben Xaus        | Ducati 999 F06      | 37'14.606 | 23     | 25     |
| 2   | Noriyuki Haga     | Yamaha YZF-R1       | 37'16.603 | 23     | 20     |
| 3   | Troy Bayliss      | Ducati 999 F07      | 37'20.936 | 23     | 16     |
| 4   | Troy Corser       | Yamaha YZF-R1       | 37'23.386 | 23     | 13     |
| 5   | James Toseland    | Honda CBR1000RR     | 37'31.646 | 23     | 11     |
| 6   | Lorenzo Lanzi     | Ducati 999 F07      | 37'38.878 | 23     | 10     |
| 7   | Michel Fabrizio   | Honda CBR1000RR     | 37'40.428 | 23     | 9      |
| 8   | Max Biaggi        | Suzuki GSX-R1000 K7 | 37'40.693 | 23     | 8      |
| 9   | Joshua Brookes    | Honda CBR1000RR     | 37'43.384 | 23     | 7      |
| 10  | Roberto Rolfo     | Honda CBR1000RR     | 37'47.360 | 23     | 6      |
| 11  | Régis Laconi      | Kawasaki ZX-10R     | 37'51.690 | 23     | 5      |
| 12  | Max Neukirchner   | Suzuki GSX-R1000 K6 | 37'51.747 | 23     | 4      |
| 13  | Giovanni Bussei   | Ducati 999 F06      | 37'52.169 | 23     | 3      |
| 14  | Jakub Smrž        | Ducati 999 F05      | 37'53.150 | 23     | 2      |
| 15  | Yukio Kagayama    | Suzuki GSX-R1000 K7 | 38'07.655 | 23     | 1      |
| Ret | Shinichi Nakatomi | Yamaha YZF-R1       | 29'05.901 | 17     |        |
| Ret | Karl Muggeridge   | Honda CBR1000RR     | 19'47.647 | 12     |        |
| Ret | Carmelo Morales   | Yamaha YZF-R1       | 19'59.505 | 12     |        |
| Ret | Luca Morelli      | Ducati 999RS        | 19'02.433 | 11     |        |
| Ret | Fonsi Nieto       | Kawasaki ZX-10R     | 16'33.433 | 10     |        |
| Ret | Steve Martin      | Honda CBR1000RR     | 13'55.795 | 8      |        |
| Ret | Christian Zaiser  | MV Agusta F4 1000R  | 5'13.611  | 8      |        |
| Ret | Dean Ellison      | Ducati 999RS        | 5'30.501  | 3      |        |

## Corrida 2 de Superbike
| Pos | Piloto            | Moto                | Tempo     | Voltas | Pontos |
| --- | ----------------- | ------------------- | --------- | ------ | ------ |
| 1   | James Toseland    | Honda CBR1000RR     | 37'02.596 | 23     | 25     |
| 2   | Max Biaggi        | Suzuki GSX-R1000 K7 | 37'02.883 | 23     | 20     |
| 3   | Noriyuki Haga     | Yamaha YZF-R1       | 37'02.971 | 23     | 16     |
| 4   | Ruben Xaus        | Ducati 999 F06      | 37'09.233 | 23     | 13     |
| 5   | Lorenzo Lanzi     | Ducati 999 F07      | 37'10.587 | 23     | 11     |
| 6   | Troy Bayliss      | Ducati 999 F07      | 37'12.806 | 23     | 10     |
| 7   | Joshua Brookes    | Honda CBR1000RR     | 37'13.457 | 23     | 9      |
| 8   | Régis Laconi      | Kawasaki ZX-10R     | 37'16.962 | 23     | 8      |
| 9   | Troy Corser       | Yamaha YZF-R1       | 37'18.107 | 23     | 7      |
| 10  | Max Neukirchner   | Suzuki GSX-R1000 K6 | 37'22.312 | 23     | 6      |
| 11  | Michel Fabrizio   | Honda CBR1000RR     | 37'27.883 | 23     | 5      |
| 12  | Roberto Rolfo     | Honda CBR1000RR     | 37'29.033 | 23     | 4      |
| 13  | Yukio Kagayama    | Suzuki GSX-R1000 K7 | 37'37.588 | 23     | 3      |
| 14  | Carmelo Morales   | Yamaha YZF-R1       | 37'42.583 | 23     | 2      |
| 15  | Giovanni Bussei   | Ducati 999 F06      | 37'45.041 | 23     | 1      |
| 16  | Shinichi Nakatomi | Yamaha YZF-R1       | 37'46.063 | 23     |        |
| 17  | Jakub Smrž        | Ducati 999 F05      | 38'10.946 | 23     |        |
| Ret | Luca Morelli      | Ducati 999RS        | 27'11.742 | 16     |        |
| Ret | Fonsi Nieto       | Kawasaki ZX-10R     | 27'20.485 | 16     |        |
| Ret | Steve Martin      | Honda CBR1000RR     | 21'28.647 | 13     |        |
| Ret | Dean Ellison      | Ducati 999RS        | 20'22.006 | 12     |        |
| Ret | Christian Zaiser  | MV Agusta F4 1000R  | 11'54.090 | 7      |        |
| Ret | Karl Muggeridge   | Honda CBR1000RR     |           | 0      |        |

## Classificação Supersport
| Pos | Piloto             | Moto            | Tempo     | Voltas | Pontos |
| --- | ------------------ | --------------- | --------- | ------ | ------ |
| 1   | Kenan Sofuoglu     | Honda CBR600RR  | 38'08.523 | 23     | 25     |
| 2   | Andrew Pitt        | Honda CBR600RR  | 38'13.434 | 23     | 20     |
| 3   | Gianluca Nannelli  | Ducati 749R     | 38'13.723 | 23     | 16     |
| 4   | Fabien Foret       | Kawasaki ZX-6R  | 38'14.142 | 23     | 13     |
| 5   | Broc Parkes        | Yamaha YZF-R6   | 38'21.299 | 23     | 11     |
| 6   | David Salom        | Yamaha YZF-R6   | 38'23.436 | 23     | 10     |
| 7   | Massimo Roccoli    | Yamaha YZF-R6   | 38'23.701 | 23     | 9      |
| 8   | Joan Lascorz       | Honda CBR600RR  | 38'33.879 | 23     | 8      |
| 9   | Vesa Kallio        | Suzuki GSX-R600 | 38'36.977 | 23     | 7      |
| 10  | Craig Jones        | Honda CBR600RR  | 38'38.408 | 23     | 6      |
| 11  | Gianluca Vizziello | Yamaha YZF-R6   | 38'38.945 | 23     | 5      |
| 12  | Davide Giugliano   | Kawasaki ZX-6R  | 38'39.333 | 23     | 4      |
| 13  | Lorenzo Alfonsi    | Honda CBR600RR  | 38'39.727 | 23     | 3      |
| 14  | David Checa        | Yamaha YZF-R6   | 38'43.796 | 23     | 2      |
| 15  | Sébastien Gimbert  | Yamaha YZF-R6   | 38'46.133 | 23     | 1      |
| 16  | Gilles Boccolini   | Kawasaki ZX-6R  | 38'50.151 | 23     |        |
| 17  | Javier Fores       | Honda CBR600RR  | 38'50.250 | 23     |        |
| 18  | Katsuaki Fujiwara  | Honda CBR600RR  | 39'01.123 | 23     |        |
| 19  | Vladimir Ivanov    | Yamaha YZF-R6   | 39'08.465 | 23     |        |
| 20  | Chris Peris        | Yamaha YZF-R6   | 39'08.532 | 23     |        |
| 21  | Miguel Praia       | Honda CBR600RR  | 39'27.013 | 23     |        |
| 22  | Adrian Bonastre    | Yamaha YZF-R6   | 38'09.108 | 22     |        |
| 23  | David Forner       | Yamaha YZF-R6   | 38'16.826 | 22     |        |
| 24  | Yves Polzer        | Ducati 749R     | 38'18.957 | 22     |        |
| 25  | Julien Enjolras    | Yamaha YZF-R6   | 39'31.430 | 21     |        |
| 26  | Javier Hidalgo     | Honda CBR600RR  | 39'41.558 | 19     |        |
| Ret | Barry Veneman      | Suzuki GSX-R600 | 36'41.605 | 22     |        |
| Ret | Nikola Milovanovic | Honda CBR600RR  | 24'12.556 | 14     |        |
| Ret | Simone Sanna       | Honda CBR600RR  | 20'22.842 | 12     |        |
| Ret | Kevin Curtain      | Yamaha YZF-R6   | 13'15.617 | 8      |        |
| Ret | Pere Riba          | Kawasaki ZX-6R  | 13'15.884 | 8      |        |
| Ret | Jesco Günther      | Honda CBR600RR  | 8'46.495  | 5      |        |
| Ret | Tatu Lauslehto     | Honda CBR600RR  | 3'39.604  | 2      |        |
| Ret | Yoann Tiberio      | Honda CBR600RR  | 3'52.142  | 2      |        |